# Liste der Kardinalnepoten

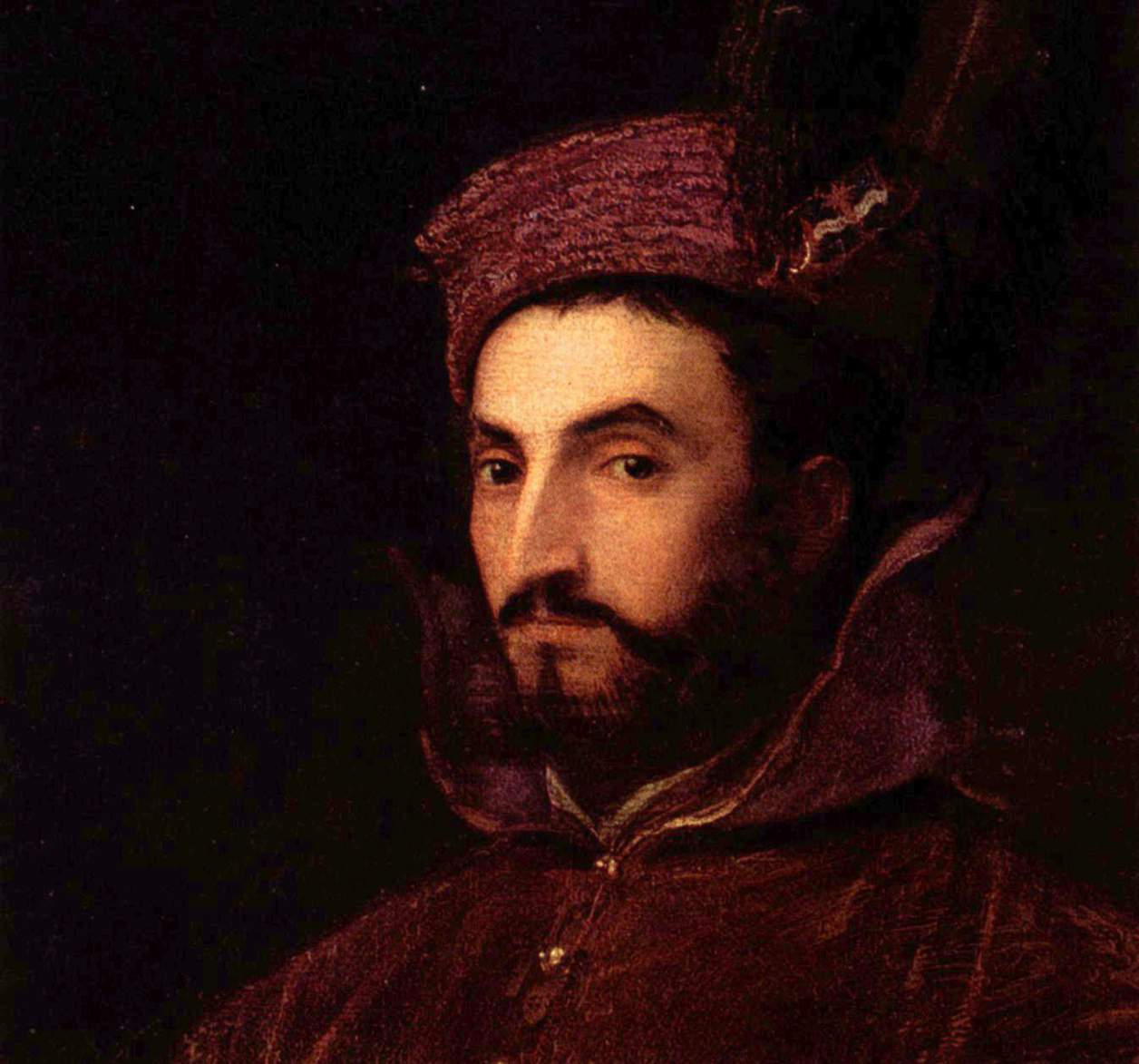
Ippolito de’ Medici, ein Kardinalnepot von Papst Clemens VII. und unehelicher Sohn von Giuliano di Lorenzo de’ Medici

Ein Kardinalnepot ist ein Kardinal, der von einem Papst ernannt wurde, der sein Onkel oder ein anderen Verwandter war. Die Praxis der Ernennung von Kardinalnepoten stammt aus dem Mittelalter und erreichte ihren Höhepunkt im 16. und 17. Jahrhundert. Von der Zeit des Avignonesischen Papsttum (1309–1377) bis zu Papst Innozenz XII.’s Päpstliche Bulle, Romanum decet pontificem (1692), die sich gegen die Kardinalnepoten richtete, ernannte fast jeder Papst, der Kardinäle ernannte, mindestens einen seiner Verwandten in das Kardinalskollegium, darunter jeder Papst der Renaissance. Bis Papst Innozenz XII. waren die einzigen Ausnahmen Päpste, die überhaupt keine Kardinäle ernannten (Pius III., Marcellus II., Urban VII., Leo XI.) und Papst Hadrian VI.,der nur einen Kardinal ernannte.
Obwohl Neffen die häufigsten Verwandten waren, die in das Kollegium aufgenommen wurden, zählten zu den anderen Familienmitgliedern auch Söhne und Enkel (ehelich, unehelich oder adoptiert), Brüder, Großneffen, Cousins und Onkel. Mindestens 15, möglicherweise 19 Kardinalneffen wurden später zum Papst gewählt (Gregor IX., Alexander IV., Gregor XI., Bonifatius IX., Innozenz VII., Eugen IV., Paul II., Alexander VI., Pius III., Julius II., Leo X., Clemens VII., Benedikt XIII., und Pius VII., vielleicht auch Johannes XIX., Benedikt IX.), wenn sie zu Kardinälen erhoben wurden sowie Innozenz III. und Benedikt XII., wenn sie mit dem Papst, der sie gekreiert hat, verwandt waren). Ein Kardinalnepot wurde Gegenpapst (Johannes XXIII.), und zwei oder drei wurden heiliggesprochen (Karl Borromäus, Guarinus von Palestrina und vielleicht Anselm II. von Lucca, wenn er Kardinal war.
Zu den ebenfalls zu Kardinälen ernannten Personen zählen Kardinalneffen von Gegenpäpsten und päpstliche Verwandte, die von anderen Päpsten zu Kardinälen ernannt wurden.

## Anmerkung zu den Symbolen
Da Angaben zu den familiären Bindungen von Päpsten und Kardinälen vor dem 14. Jahrhundert oft erst viel späteren Ursprungs sind, halten manche Quellen ihre sachliche Richtigkeit für zweifelhaft. Daher werden Personen gekennzeichnet mit:
- : Das Bestehen der familiären Beziehung umstritten.
- : Die Erhebung zum Kardinal ist umstritten.

Inhaber des Kurienamtes des Kardinalnepot sind mit † gekennzeichnet.

## 11. Jahrhundert

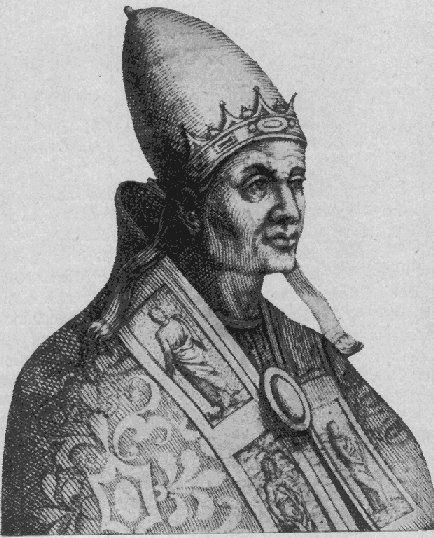
Benedikt VIII. erhob seinen Cousin, Bruder und Neffe zu Kardinälen.

| Erhebender Papst                          | Kardinalnepot                     | Datum der Kreierung | Beziehung                                  | Anmerkung                  |
| ----------------------------------------- | --------------------------------- | ------------------- | ------------------------------------------ | -------------------------- |
| Benedikt VIII. (1012–1024)                | Lotario (oder Loctarius), seniore | circa 1015          | Cousin                                     | [ 3 ] [ 4 ]                |
| Benedikt VIII. (1012–1024)                | Johannes                          | , Unbekannt         | Bruder                                     | Später Papst Johannes XIX. |
| Benedikt VIII. (1012–1024)                | Teofilatto                        | , Unbekannt         | Neffe von Benedikt VIII. und Johannes XIX. | Später Papst Benedikt IX.  |
| Johannes XIX. (1024–1032)                 | Pietro                            | 1024                | Cousin                                     | [ 3 ] [ 11 ]               |
| Benedikt IX. (1032–1044, 1045, 1047–1048) | Giovanni                          | vor April 1044      | Neffe                                      |                            |
| Alexander II. (1061–1073)                 | Heiliger Anselm von Lucca         | Circa 1062          | Bruder oder Neffe                          | [ 3 ]                      |
| Urban II. (1088–1099)                     | Odon de Châtillon                 | Circa 1095          | Neffe                                      | [ 3 ]                      |

## 12. Jahrhundert

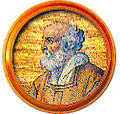
Papst Johannes XIX., erster Kardinalnepot der Papst wurde

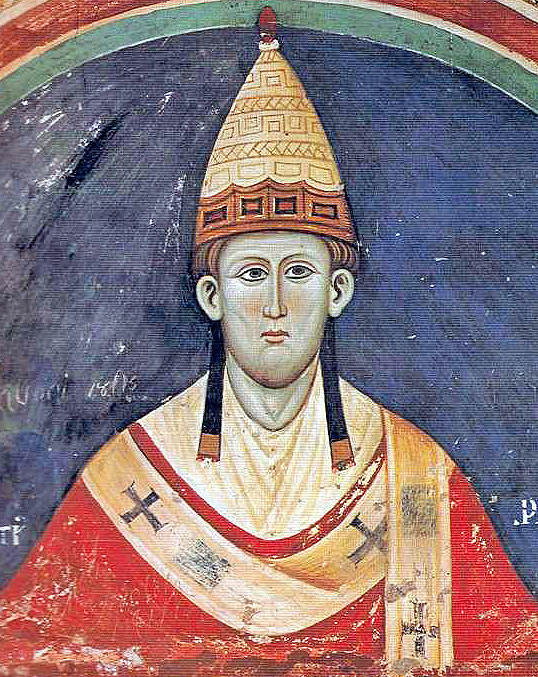
Innozenz III. ernannte Kardinalnepoten.

| Erhebender Papst           | Kardinalnepot                    | Datum der Kreierung | Beziehung         | Anmerkung                   |
| -------------------------- | -------------------------------- | ------------------- | ----------------- | --------------------------- |
| Calixt II. (1119–1124)     | Stephan von Bar                  | 1120                | Neffe             | [ 12 ] [ 13 ]               |
| Innozenz II. (1130–1143)   | Gregorio Papareschi              | 1134/1137           | Neffe             | [ 12 ] [ 14 ]               |
| Innozenz II. (1130–1143)   | Pietro Papareschi                | 17. September 1143  | Bruder            | [ 12 ] [ 15 ]               |
| Lucius II. (1144–1145)     | Ubaldo Caccianemici              | 19. Mai 1144        | Cousin oder Neffe | [ 12 ] [ 16 ]               |
| Lucius II. (1144–1145)     | Heiliger Guarinus von Palestrina | 22. Dezember 1144   | Verwandt          | [ 17 ] [ 18 ] [ 19 ]        |
| Hadrian IV. (1154–1159)    | Boso Breakspeare                 | 21. Dezember 1156   | Neffe             | [ 20 ] [ 21 ]               |
| Lucius III. (1181–1185)    | Uberto Allucingoli               | Circa 1182          | Neffe             | [ 12 ] [ 22 ] [ 23 ] [ 24 ] |
| Lucius III. (1181–1185)    | Gerardo Allucingoli              | 18. Dezember 1182   | Neffe             | [ 25 ] [ 26 ]               |
| Clemens III. (1187–1191)   | Lotario de’ Conti                | 22. September 1190  | Unbekannt         | Später Papst Innozenz III.  |
| Clemens III. (1187–1191)   | Niccolò Scolari                  | 22. September 1190  | Neffe             | [ 31 ] [ 32 ] [ 33 ]        |
| Coelestin III. (1191–1198) | Bobo                             | 20. Februar 1193    | Verwandt          | [ 34 ] [ 35 ]               |
| Coelestin III. (1191–1198) | Giovanni di San Paolo            | 20. Februar 1193    | Neffe             | [ 34 ] [ 36 ]               |
| Innozenz III. (1198–1216)  | Ugolino dei Conti di Segni       | 19. Dezember 1198   | Cousin            | Später Papst Gregor IX.     |
| Innozenz III. (1198–1216)  | Giovanni dei Conti di Segni      | 3. Juni 1200        | Cousin            | [ 37 ]                      |
| Innozenz III. (1198–1216)  | Ottaviano dei Conti di Segni     | 27. Mai 1206        | Cousin            | [ 37 ]                      |
| Innozenz III. (1198–1216)  | Stefano Conti                    | 5. März 1216        | Unbekannt         | [ 39 ]                      |

## 13. Jahrhundert

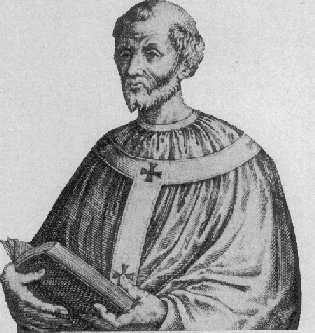
Papst Alexander IV., ein Kardinalnepot von Gregor IX., der ein Kardinalnepot von Innozenz III. war, der ein Kardinalnepot von Clemens III. war.

| Erhebender Papst             | Kardinalnepot                           | Datum der Kreierung                  | Beziehung | Anmerkung                                                                                             |
| ---------------------------- | --------------------------------------- | ------------------------------------ | --------- | --- |
| Gregor IX. (1227–1241)       | Rinaldo Conti                           | 18. September 1227                   | Unbekannt | Später Papst Alexander IV.                                                                            |
| Gregor IX. (1227–1241)       | Niccolò dei Conti di Segni              | Dezember 1228                        | Neffe     | [ 43 ] [ 44 ] [ 45 ]                                                                                  |
| Gregor IX. (1227–1241)       | Riccardo Annibaldeschi di Molaria       | 1238                                 | Unbekannt | [ 46 ]                                                                                                |
| Innozenz IV. (1243–1254)     | Guglielmo Fieschi                       | 28. Mai 1244                         | Neffe     | [ 37 ] [ 40 ]                                                                                         |
| Innozenz IV. (1243–1254)     | Ottobono Fieschi                        | Dezember 1251                        | Neffe     | Später Papst Hadrian V.                                                                               |
| Urban IV. (1261–1264)        | Anchero Pantaleone                      | 22. Mai 1262                         | Neffe     | [ 37 ]                                                                                                |
| Gregor X. (1271–1276)        | Vicedomino de Vicedominis               | 3. Juni 1273                         | Unbekannt | Es ist ein weit verbreitetes Missverständnis, dass er gewählt wurde, aber vor der Proklamation starb. |
| Gregor X. (1271–1276)        | Giovanni Visconti                       | 1275                                 | Unbekannt | [ 48 ] [ 49 ]                                                                                         |
| Nikolaus III. (1277–1280)    | Latino Malabranca Orsini                | 12. März 1278                        | Neffe     | [ 37 ]                                                                                                |
| Nikolaus III. (1277–1280)    | Giordano Orsini                         | 12. März 1278                        | Bruder    | [ 37 ] [ 50 ]                                                                                         |
| Honorius IV. (1285–1287)     | Giovanni Boccamazza                     | 22. Dezember 1285                    | Verwandt  | [ 37 ]                                                                                                |
| Nikolaus IV. (1288–1292)     | Pietro Colonna                          | 16. Mai 1288                         | Verwandt  | [ 51 ] [ 52 ] [ 53 ] [ 54 ]                                                                           |
| Bonifatius VIII. (1294–1303) | Benedetto Caetani iuniore               | zwischen 23. Januar und 13. Mai 1295 | Neffe     | [ 37 ] [ 55 ]                                                                                         |
| Bonifatius VIII. (1294–1303) | Giacomo Tomasi Caetani (Iacopo Tommasi) | 17. Dezember 1295                    | Unbekannt | [ 37 ] [ 55 ]                                                                                         |
| Bonifatius VIII. (1294–1303) | Francesco Caetani                       | 17. Dezember 1295                    | Unbekannt | [ 37 ] [ 55 ]                                                                                         |
| Bonifatius VIII. (1294–1303) | Leonardo Patrasso                       | 2. März 1300                         | Onkel     | [ 37 ]                                                                                                |

## 14. Jahrhundert

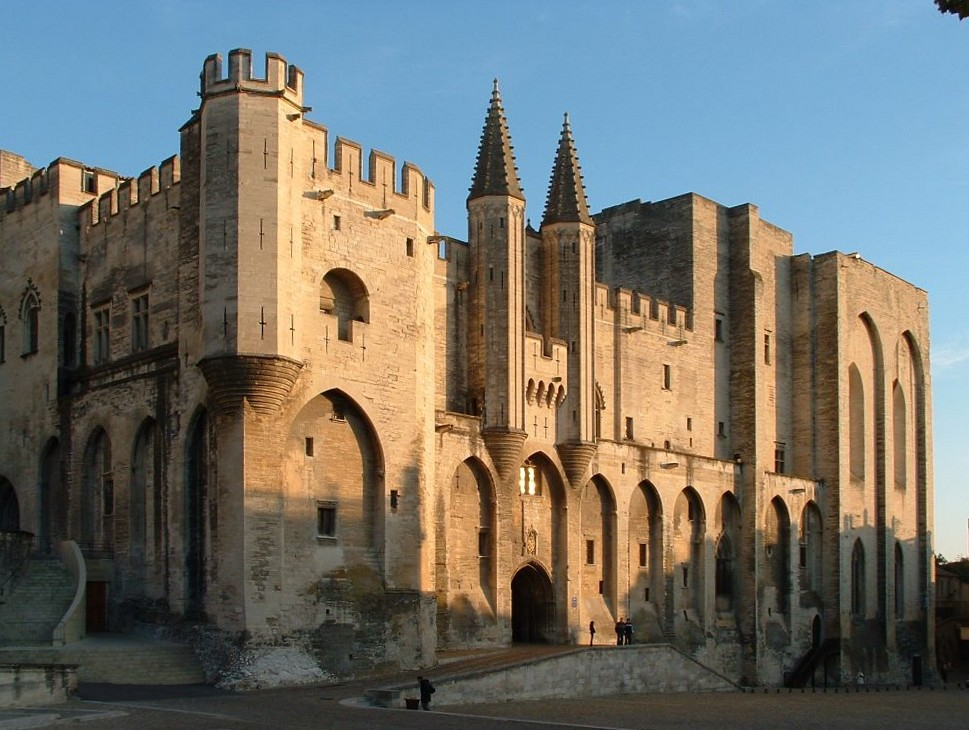
Das Avignonesisches Papsttum (1309–1377) brachte eine beispiellose Zahl von Kardinalnepoten hervor.

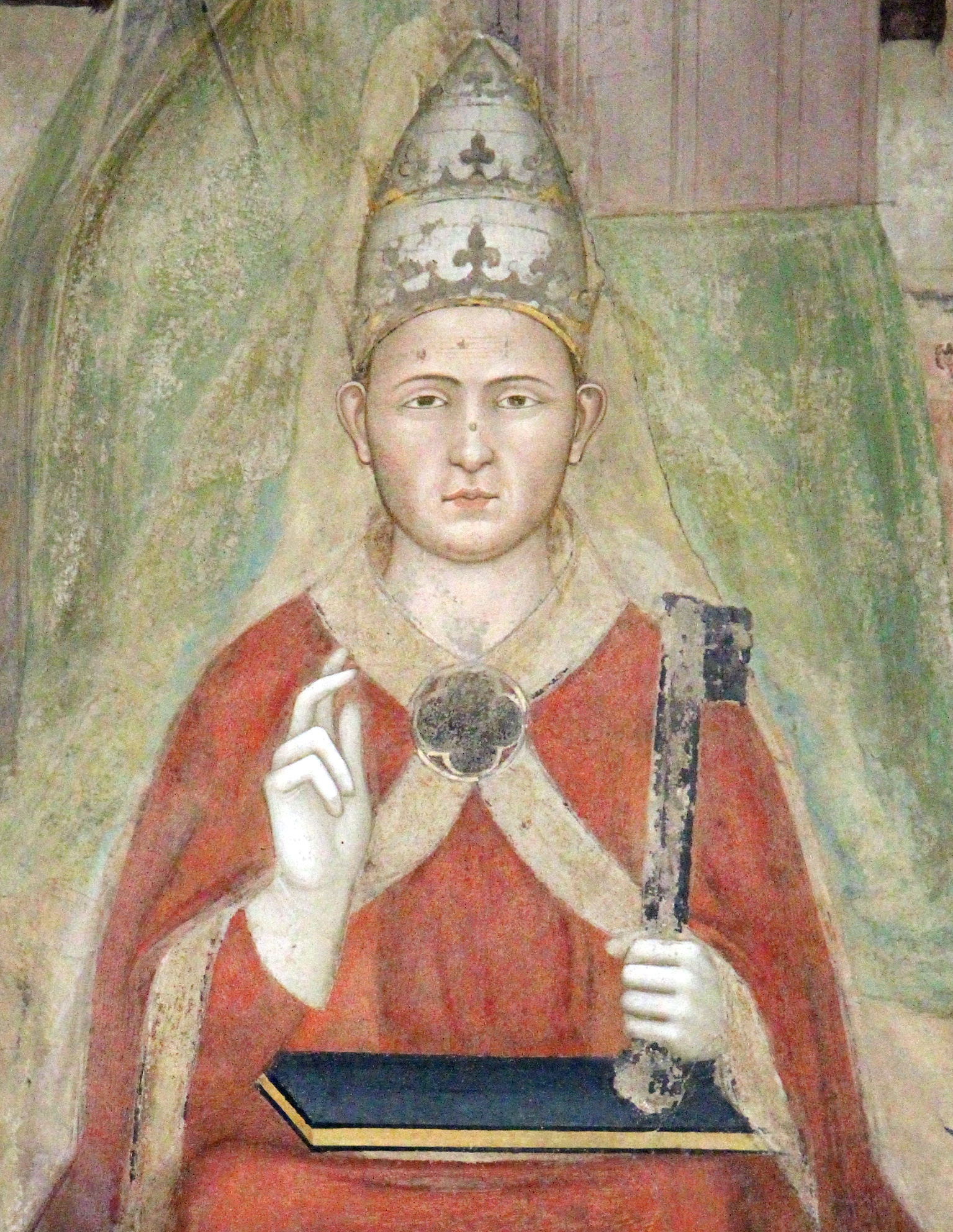
Clemens V., der erste Papst inAvignon, kreierte an einem Tag eine einzigartige Zahl von vier oder fünf Kardinalnepoten.

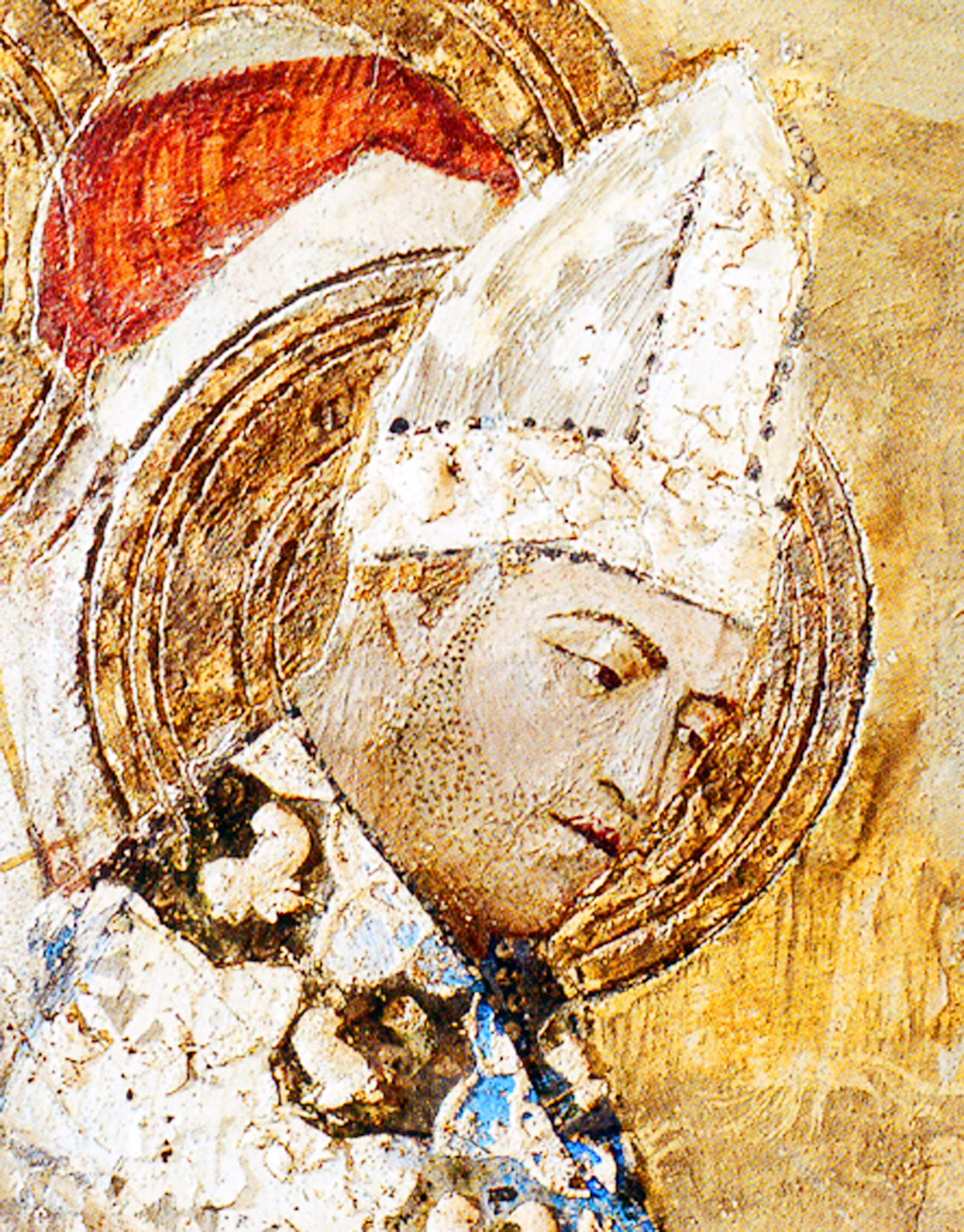
Clemens VI. kreierte mehr Kardinalnepoten als jeder andere Papst.

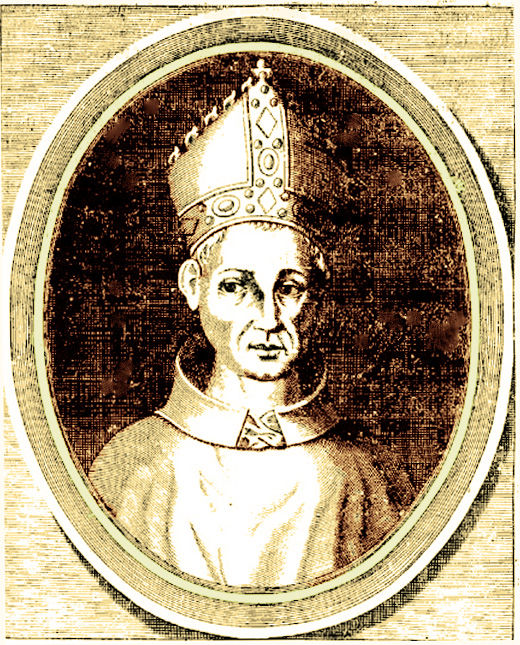
Jean de Murat de Cros

| Erhebender Papst                           | Kardinalnepot                   | Datum der Kreierung                 | Beziehung                                              | Anmerkung                              |
| ------------------------------------------ | ------------------------------- | ----------------------------------- | ------------------------------------------------------ | -------------------------------------- |
| Clemens V. (1305–1314)                     | Béranger Frédol der Ältere      | 15. Dezember 1305                   | Neffe, Sohn von Guillaume de Frédol                    | [ 56 ] [ 57 ]                          |
| Clemens V. (1305–1314)                     | Arnaud Frangier de Chanteloup   | 15. Dezember 1305                   | Naher Verwandter, möglicherweise Neffe                 | [ 56 ]                                 |
| Clemens V. (1305–1314)                     | Arnaud de Pellegrue             | 15. Dezember 1305                   | Verwandt, möglicherweise Neffe                         | [ 56 ]                                 |
| Clemens V. (1305–1314)                     | Raymond de Got                  | 15. Dezember 1305                   | Neffe, Sohn von Arnaud Garcie de Got                   | [ 56 ]                                 |
| Clemens V. (1305–1314)                     | Guillaume Arrufat               | 15. Dezember 1305                   | Verwandt, möglicherweise Neffe                         | [ 56 ]                                 |
| Clemens V. (1305–1314)                     | Raymond Guilhem de Fargues      | 19. Dezember 1310                   | Neffe, Sohn von Marquise de Got                        | [ 56 ]                                 |
| Clemens V. (1305–1314)                     | Bernard Jarre (oder Garve)      | 19. Dezember 1310                   | Verwandt                                               | [ 56 ]                                 |
| Clemens V. (1305–1314)                     | Arnaud d’Aux                    | 23. Dezember 1312                   | Verwandt                                               | [ 58 ]                                 |
| Clemens V. (1305–1314)                     | Berengar Fredol the Younger     | 23. Dezember 1312                   | Großneffe                                              | [ 56 ] [ 59 ]                          |
| Johannes XXII. (1316–1334)                 | Jacques de Via                  | 17. Dezember(oder 18), 1316         | Neffe, Sohn von Marie Duese                            | [ 56 ]                                 |
| Johannes XXII. (1316–1334)                 | Gauscelin de Jean               | 17. Dezember(oder 18), 1316         | Verwandt                                               | [ 56 ]                                 |
| Johannes XXII. (1316–1334)                 | Bertrand du Pouget              | 17. Dezember(oder 18), 1316         | Verwandt, möglicherweise Neffe                         | [ 56 ] [ 61 ]                          |
| Johannes XXII. (1316–1334)                 | Arnaud de Via                   | 20. Juni 1317                       | Neffe, Sohn von Marie Duese                            | [ 56 ]                                 |
| Johannes XXII. (1316–1334)                 | Raymond Le Roux                 | 19. Dezember(oder 20.), 1320        | Close verwandt, möglicherweise Neffe                   | [ 56 ] [ 62 ]                          |
| Johannes XXII. (1316–1334)                 | Jacques Fournier                | 18. Dezember 1327                   | Unbekannt verwandt                                     | Später Papst Benedict XII              |
| Johannes XXII. (1316–1334)                 | Imbert Dupuis                   | 18. Dezember 1327                   | Verwandt, möglicherweise Neffe                         | [ 56 ]                                 |
| Benedikt XII. (1334–1342)                  | Guillaume Court                 | 18. Dezember 1338                   | Verwandt, mother’s side                                | [ 56 ] [ 65 ]                          |
| Clemens VI. (1342–1352)                    |                                 |                                     |                                                        |                                        |
| Aymeric de Chalus                          | 20. September 1342              | Cousin                              | [ 66 ]                                                 |                                        |
| Hugues Roger                               | 20. September 1342              | Bruder                              | [ 56 ] [ 67 ]                                          |                                        |
| Adhémar Robert                             | 20. September 1342              | Cousin oder Neffe                   | [ 56 ]                                                 |                                        |
| Gérard Lagarde (oder Domar)                | 20. September 1342              | Cousin                              | [ 56 ]                                                 |                                        |
| Bernard de la Tour                         | 20. September 1342              | Neffe                               | [ 56 ]                                                 |                                        |
| Guillaume de la Jugié (Guillaume II Roger) | 20. September 1342              | Neffe, Sohn von Guillaumette Rogier | [ 56 ] [ 67 ]                                          |                                        |
| Nicolas de Besse                           | 19. Mai 1344                    | Neffe, Sohn von Dauphine Roger      | [ 68 ]                                                 |                                        |
| Pierre-Roger de Beaufort                   | 28. Mai (oder 29), 1348         | Neffe                               | Später Papst Gregory XI                                |                                        |
| Raymond de Canillac                        | 17. Dezember 1350               | Neffe                               | [ 56 ]                                                 |                                        |
| Guillaume d’Aigrefeuille, seniore          | 17. Dezember 1350               | Cousin                              | [ 70 ]                                                 |                                        |
| Pierre de Murat de Cros                    | 17. Dezember 1350               | Neffe oder Cousin                   | [ 56 ]                                                 |                                        |
| Innozenz VI. (1352–1362)                   | Aldouin Alberti                 | 15. Februar 1353                    | Neffe, Sohn von Guy Aubert                             | [ 56 ]                                 |
| Innozenz VI. (1352–1362)                   | Pierre de Salvete Monteruc      | 23. Dezember 1356                   | Neffe mütterlicherseits                                | [ 56 ]                                 |
| Innozenz VI. (1352–1362)                   | Etienne Aubert, iuniore         | 17. September 1361                  | Großneffe                                              | [ 56 ]                                 |
| Urban V. (1362–1370)                       | Anglic Grimoard                 | 18. September 1366                  | Bruder                                                 | [ 56 ]                                 |
| Urban V. (1362–1370)                       | Pierre d’Estaing                | 7. Juni 1370                        | Verwandt                                               | [ 71 ]                                 |
| Gregor XI. (1370–1378)                     | Jean de Murat de Cros           | 30. Mai 1371                        | Neffe oder Cousin                                      | [ 56 ]                                 |
| Gregor XI. (1370–1378)                     | Jean de la Tour                 | 30. Mai 1371                        | Schwager der Nichte                                    | [ 72 ]                                 |
| Gregor XI. (1370–1378)                     | Pierre de la Jugié (oder Jugée) | 20. Dezember 1375                   | Cousin                                                 | [ 56 ]                                 |
| Gregor XI. (1370–1378)                     | Gui de Maillesec                | 20. Dezember 1375                   | Neffe mütterlicherseits                                | [ 73 ]                                 |
| Gregor XI. (1370–1378)                     | Gérard du Puy                   | 20. Dezember 1375                   | Cousin oder Neffe                                      | [ 56 ]                                 |
| Urban VI. (1378–1389)                      | Francesco Moricotti Prignani    | 18. September 1378                  | Neffe                                                  | [ 74 ]                                 |
| Urban VI. (1378–1389)                      | Filippo Carafa della Serra      | 18. September 1378                  | Verwandt                                               | [ 75 ]                                 |
| Urban VI. (1378–1389)                      | Francesco Renzio                | 21. Dezember 1381                   | Entfernt verwandt                                      | [ 75 ] [ 76 ]                          |
| Urban VI. (1378–1389)                      | Pietro Tomacelli                | 21. Dezember 1381                   | Entfernt verwandt                                      | Später Papst Bonifatius IX.            |
| Urban VI. (1378–1389)                      | Tommaso Orsini                  | ca. 1383                            | Verwandt                                               | [ 75 ]                                 |
| Urban VI. (1378–1389)                      | Rinaldo Brancaccio              | 17. Dezember 1384                   | Verwandt                                               | [ 75 ]                                 |
| Urban VI. (1378–1389)                      | Marino Bulcani                  | 17. Dezember 1384                   | Entfernt verwandt, Neffe von Kardinal Francesco Renzio | [ 75 ] [ 77 ]                          |
| Bonifatius IX. (1389–1404)                 | Enrico Minutoli                 | 18. Dezember 1389                   | Entfernt verwandt                                      | [ 78 ]                                 |
| Bonifatius IX. (1389–1404)                 | Cosimo Migliorati               | 18. Dezember 1389                   | Entfernt verwandt                                      | Später Papst Innozenz VII. (1404–1406) |
| Bonifatius IX. (1389–1404)                 | Baldassare Cossa                | 27. Februar 1402                    | Verwandt                                               | Später Gegenpapst Johannes XXIII.      |

## 15. Jahrhundert

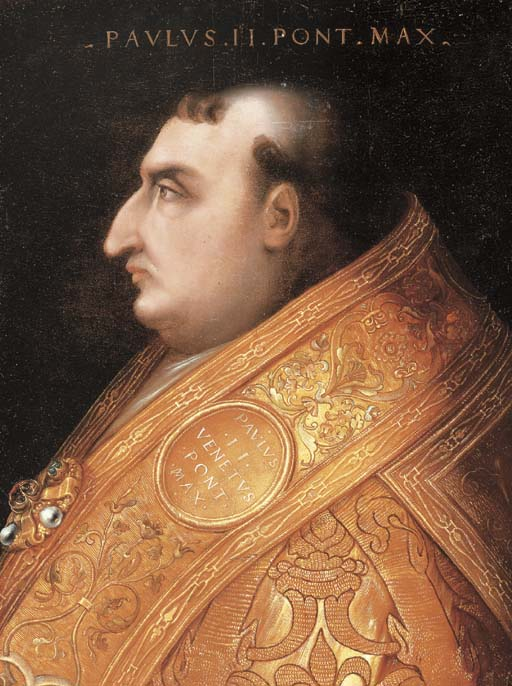
Paul II., Kardinalnepot von Eugen IV., der Kardinalnepot von Gregor XII. war

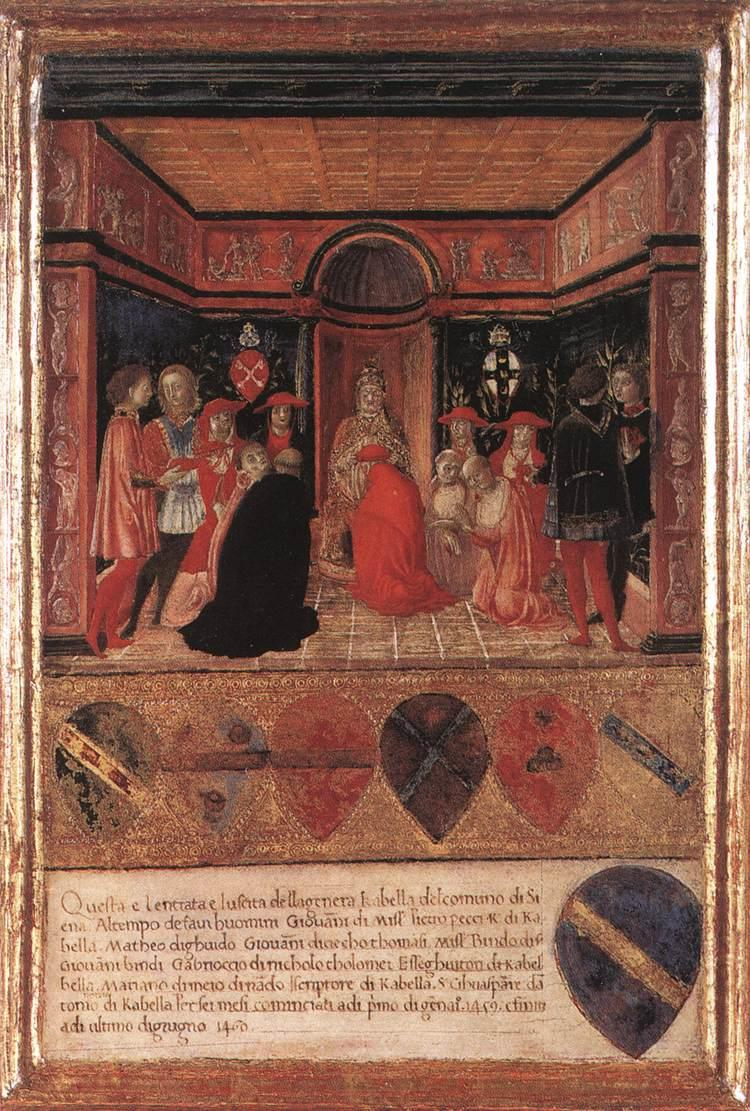
Papst Pius II. kreierte seinen Neffe Francesco Piccolomini (späterer Papst Pius III) zum Kardinal.

| Erhebender Papst           | Kardinalnepot                            | Datum der Kreierung                                | Beziehung                                 | Anmerkung                      |
| -------------------------- | ---------------------------------------- | -------------------------------------------------- | ----------------------------------------- | ------------------------------ |
| Innozenz VII. (1404–1406)  | Giovanni Migliorati                      | 12. Juni 1405                                      | Neffe                                     | [ 80 ]                         |
| Gregor XII. (1406–1415)    | Antonio Correr                           | 9. Mai 1408                                        | Neffe, Sohn von Filippo Correr            | [ 80 ]                         |
| Gregor XII. (1406–1415)    | Gabriele Condulmer                       | 9. Mai 1408                                        | Neffe, Sohn von Beriola Correr            | Später Papst Eugene IV.        |
| Gregor XII. (1406–1415)    | Angelo Barbarigo                         | 19. September 1408                                 | Neffe, Sohn von Caterina Correr           | [ 81 ]                         |
| Martin V. (1417–1431)      | Prospero Colonna                         | 24. Mai 1426 veröffentlicht 8. November 1430       | Neffe, Sohn von Lorenzo Onofrio Colonna   | [ 80 ]                         |
| Eugen IV. (1431–1447)      | Francesco Condulmer                      | 19. September 1431                                 | Neffe                                     | [ 81 ]                         |
| Eugen IV. (1431–1447)      | Pietro Barbo                             | 1. Juli 1440                                       | Neffe, Sohn von Polissena Condulmer       | Später Papst Paul II.          |
| Nikolaus V. (1447–1455)    | Filippo Calandrini                       | 20. Dezember 1448                                  | Halbbruder                                | [ 80 ]                         |
| Calixt III. (1455–1458)    | Luis Juan del Mila y Borja               | 20. Februar 1456 veröffentlicht 17. September 1456 | Neffe                                     | [ 80 ]                         |
| Calixt III. (1455–1458)    | Rodrigo Borja                            | 20. Februar 1456 veröffentlicht 17. September 1456 | Neffe                                     | Später Papst Alexander VI.     |
| Pius II. (1458–1464)       | Francesco Piccolomini                    | 5. März 1460                                       | Neffe                                     | Später Papst Pius III.         |
| Pius II. (1458–1464)       | Niccolò Fortiguerra                      | 5. März 1460                                       | Verwandt mütterlicherseits                | [ 80 ]                         |
| Pius II. (1458–1464)       | Giacomo Ammannati-Piccolomini            | 18. Dezember 1461                                  | Adopotiert                                | [ 80 ]                         |
| Paul II. (1464–1471)       | Marco Barbo                              | 18. September 1467                                 | Unbekannt                                 | [ 80 ]                         |
| Paul II. (1464–1471)       | Giovanni Battista Zeno                   | 21. November 1468                                  | Unbekannt                                 | [ 80 ]                         |
| Paul II. (1464–1471)       | Giovanni Michiel                         | 21. November 1468                                  | Unbekannt                                 | [ 80 ]                         |
| Sixtus IV. (1471–1484)     | Pietro Riario                            | 16. Dezember 1471                                  | Unbekannt                                 | [ 80 ]                         |
| Sixtus IV. (1471–1484)     | Giuliano della Rovere                    | 16. Dezember 1471                                  | Unbekannt                                 | Später Papst Julius II.        |
| Sixtus IV. (1471–1484)     | Girolamo Basso della Rovere              | 10. Dezember 1477                                  | Unbekannt                                 | [ 80 ]                         |
| Sixtus IV. (1471–1484)     | Raffaele Riario                          | 10. Dezember 1477                                  | Unbekannt                                 | [ 80 ]                         |
| Sixtus IV. (1471–1484)     | Cristoforo della Rovere                  | 10. Dezember 1477                                  | Unbekannt                                 | [ 80 ]                         |
| Sixtus IV. (1471–1484)     | Domenico della Rovere                    | 10. Februar 1478                                   | Unbekannt                                 | [ 80 ]                         |
| Innozenz VIII. (1484–1492) | Lorenzo Cibo de’ Mari                    | 9. März 1489                                       | Unbekannt                                 | [ 80 ]                         |
| Innozenz VIII. (1484–1492) | Giovanni de’ Medici                      | 9. März 1489                                       | Verwandt                                  | Später Papst Leo X.            |
| Innozenz VIII. (1484–1492) | Pantaleone Cybo                          | 9. März 1489 Never published                       | Neffe                                     | [ 83 ]                         |
| Innozenz VIII. (1484–1492) | Niccolò Cybo                             | 9. März 1489 Never published                       | Neffe                                     | [ 83 ]                         |
| Alexander VI. (1492–1503)  | Juan de Borja Lanzol de Romaní, el mayor | 31. August 1492                                    | Sohn von Cousin                           | [ 80 ]                         |
| Alexander VI. (1492–1503)  | Cesare Borgia                            | 20. September 1493                                 | Sohn                                      | Trat am 18. August 1498 zurück |
| Alexander VI. (1492–1503)  | Giuliano Cesarini, iuniore               | 20. September 1493                                 | Schwager der Tochter, Gerolama Borgia     | [ 85 ]                         |
| Alexander VI. (1492–1503)  | Juan de Borja Lanzol de Romaní, el menor | 19. Februar 1496                                   | Großneffe                                 | [ 80 ]                         |
| Alexander VI. (1492–1503)  | Amanieu d’Albret                         | 20. März 1500                                      | Schwager von Cesare Borgia                | [ 86 ]                         |
| Alexander VI. (1492–1503)  | Pedro Luis de Borja Lanzol de Romaní     | 20. März 1500                                      | Großneffe                                 | [ 80 ]                         |
| Alexander VI. (1492–1503)  | Francisco de Borja                       | 28. September 1500                                 | Verwandtschaft unbekannt                  | [ 87 ]                         |
| Alexander VI. (1492–1503)  | Juan de Vera                             | 28. September 1500                                 | Verwandt                                  | [ 87 ]                         |
| Alexander VI. (1492–1503)  | Juan Castellar y de Borja                | 31. Mai 1503                                       | Cousin von Juan de Borja Lanzol de Romaní | [ 88 ]                         |
| Alexander VI. (1492–1503)  | Francisco Lloris y de Borja              | 31. Mai 1503                                       | Großneffe                                 | [ 88 ]                         |

## 16. Jahrhundert

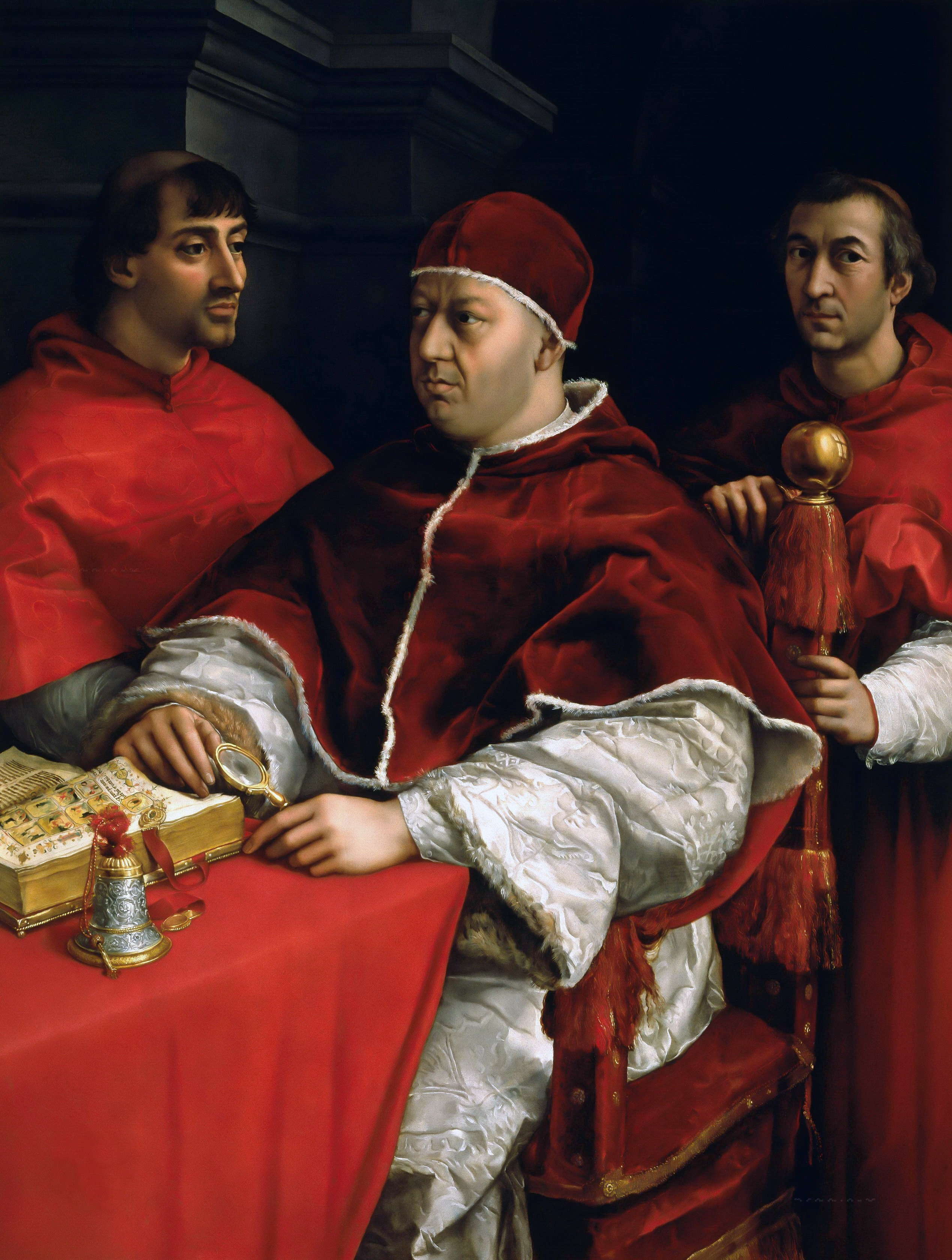
Papst Leo X. mit seinem Cousins Giulio de’ Medici (links, später Papst Clement VII.) und Luigi de’ Rossi (rechts), die er zu Kardinälen ernannte.

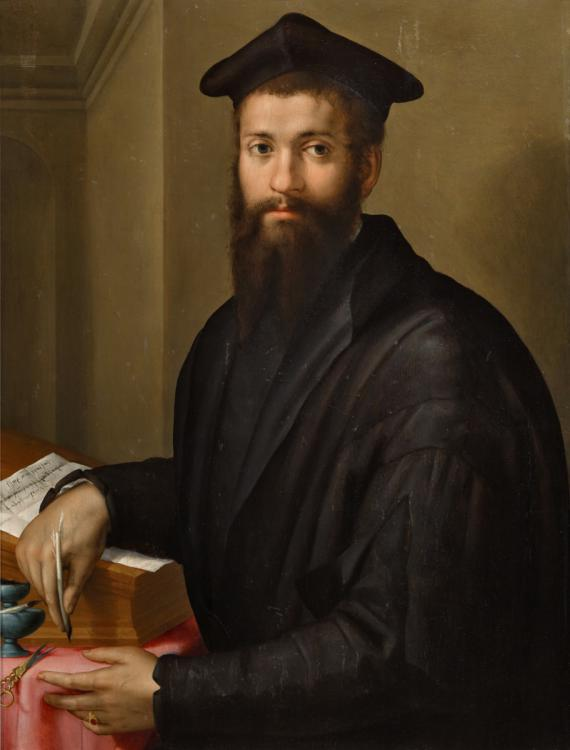
Giovanni Salviati

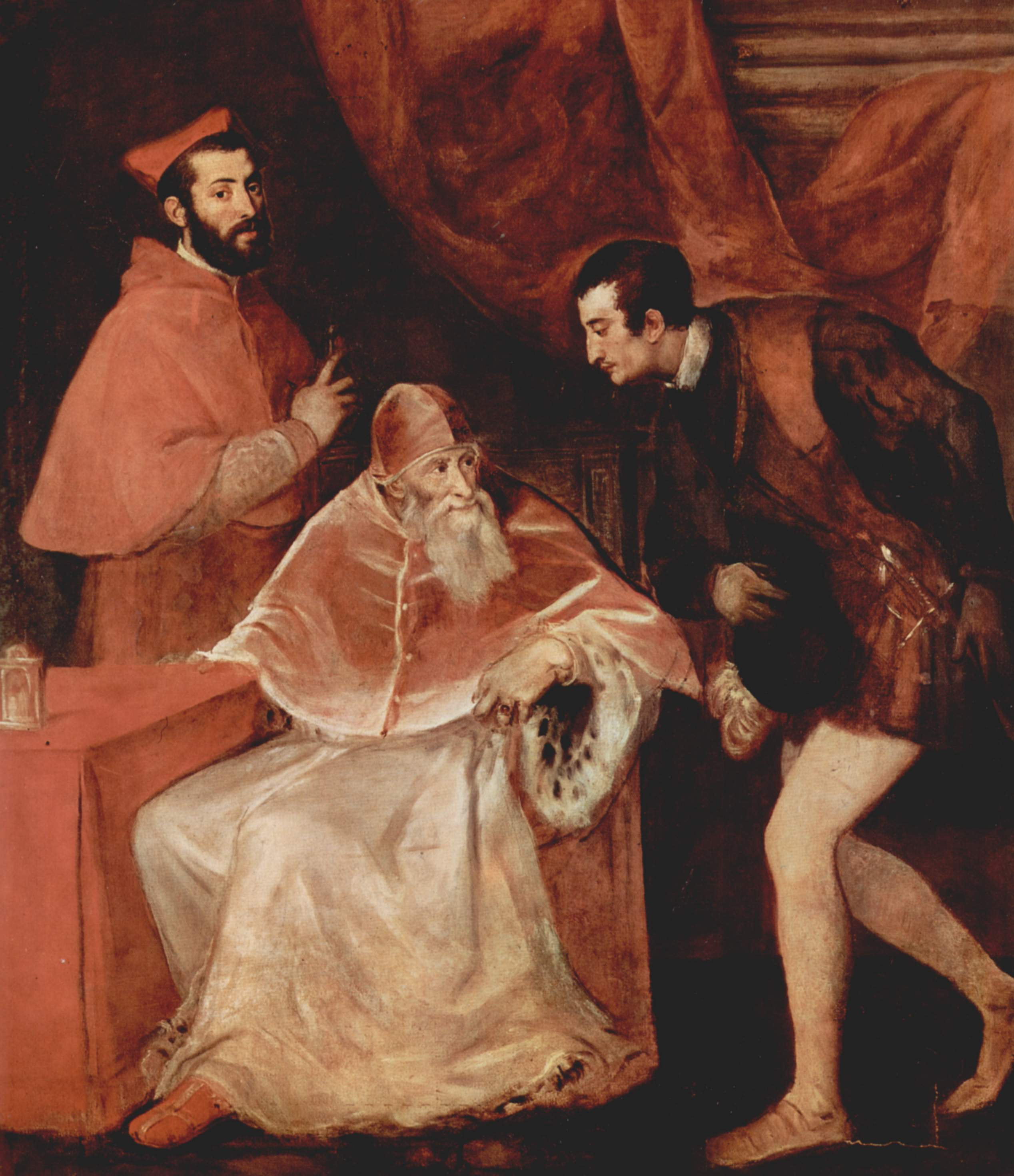
Paul III. mit seinem Kardinalnepoten Cardinal Alessandro Farnese (links) und seinem anderen Enkel (rechts), Ottavio Farnese, Duke von Parma

Ranuccio Farnese von Papst Paul III. im Alter von 15. Jahren gekreiert

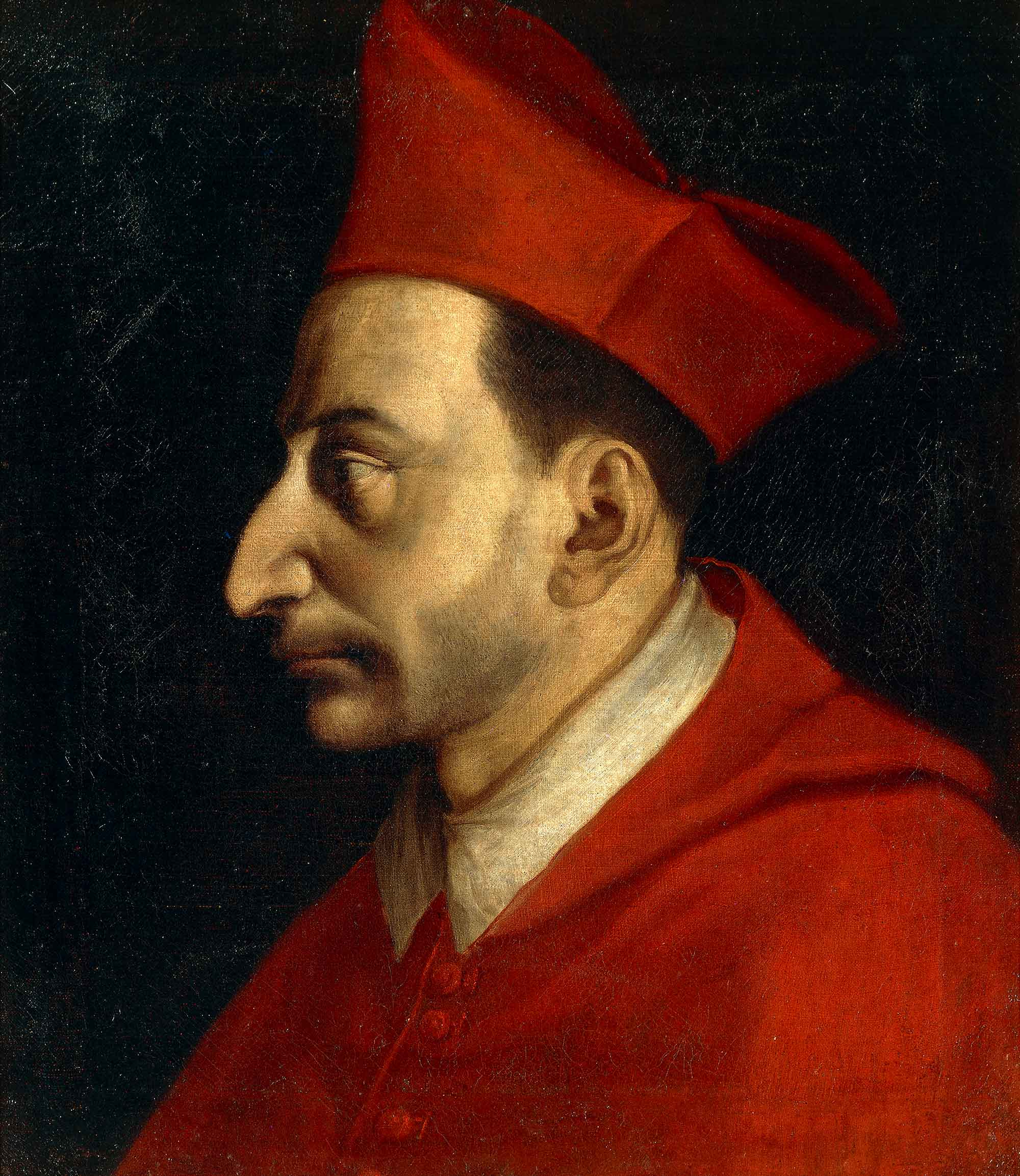
Karl Borromäus, einer der Heiligen

| Erhebender Papst          | Kardinalnepot                                               | Datum der Kreierung                            | Beziehung                                                                                                | Anmerkung                |
| ------------------------- | ----------------------------------------------------------- | ---------------------------------------------- | --- | ------------------------ |
| Julius II. (1503–1513)    | Clemente Grosso della Rovere                                | 29. November 1503                              | Unbekannt                                                                                                | [ 89 ]                   |
| Julius II. (1503–1513)    | Galeotto Franciotti della Rovere                            | 29. November 1503                              | Unbekannt                                                                                                | [ 89 ]                   |
| Julius II. (1503–1513)    | Marco Vigerio della Rovere                                  | 1. Dezember 1505                               | Entfernt verwandt                                                                                        | [ 89 ]                   |
| Julius II. (1503–1513)    | Leonardo Grosso della Rovere                                | 1. Dezember 1505                               | Cousin                                                                                                   | [ 89 ]                   |
| Julius II. (1503–1513)    | Sisto Gara della Rovere                                     | 11. September 1507                             | Unbekannt                                                                                                | [ 89 ]                   |
| Leo X. (1513–1521)        | Giulio de’ Medici                                           | 23. September 1513                             | Cousin                                                                                                   | Später Papst Clement VII |
| Leo X. (1513–1521)        | Innocenzo Cibo                                              | 23. September 1513                             | Unbekannt                                                                                                | [ 89 ]                   |
| Leo X. (1513–1521)        | Luigi de’ Rossi                                             | 1. Juli 1517                                   | Cousin                                                                                                   | [ 90 ]                   |
| Leo X. (1513–1521)        | Francesco Armellini Pantalassi de’ Medici                   | 1. Juli 1517                                   | Adopotiert als Sohn                                                                                      | [ 90 ]                   |
| Leo X. (1513–1521)        | Franciotto Orsini                                           | 1. Juli 1517                                   | Sohn von Orso Orsini di Monteredondo                                                                     | [ 90 ]                   |
| Leo X. (1513–1521)        | Giovanni Salviati                                           | 1. Juli 1517                                   | Sohn von Lucrezia de’ Medici                                                                             | [ 90 ]                   |
| Leo X. (1513–1521)        | Niccolò Ridolfi                                             | 1. Juli 1517                                   | Sohn von Contessina de’ Medici                                                                           | [ 90 ]                   |
| Clemens VII. (1523–1534)  | Niccolò Gaddi                                               | 3. Mai 1527                                    | Verwandt durch Caterina de’ Medici                                                                       | [ 91 ]                   |
| Clemens VII. (1523–1534)  | Ippolito de’ Medici                                         | 10. Januar 1529                                | Unehelicher Sohn von Giuliano di Lorenzo de’ Medici                                                      | [ 92 ]                   |
| Paul III. (1534–1549)     | Alessandro Farnese                                          | 18. Dezember 1534                              | Enkel | [ 84 ] [ 89 ]            |
| Paul III. (1534–1549)     | Guido Ascanio Sforza di Santa Fiora                         | 18. Dezember 1534                              | Enkel | [ 89 ]                   |
| Paul III. (1534–1549)     | Niccolò Caetani di Sermoneta                                | 22. Dezember 1536 veröffentlicht 13. März 1538 | Sohn von Cousin                                                                                          | [ 89 ]                   |
| Paul III. (1534–1549)     | Tiberio Crispo                                              | 19. Dezember 1544                              | Bruder mütterlicherseits, von Papsttochter Costanza Farnese, möglicherweise leiblicher Sohn von Paul III | [ 93 ]                   |
| Paul III. (1534–1549)     | Ranuccio Farnese                                            | 16. Dezember 1545                              | Enkel | [ 89 ]                   |
| Paul III. (1534–1549)     | Giulio della Rovere                                         | 27. Juli 1547                                  | Verwandt                                                                                                 | [ 94 ]                   |
| Julius III. (1550–1555)   | Innocenzo Ciocchi del Monte                                 | 30. Mai 1550                                   | Adopotiert                                                                                               | [ 89 ]                   |
| Julius III. (1550–1555)   | Cristoforo Guidalotti Ciocchi del Monte                     | 20. November 1551                              | Cousin                                                                                                   | [ 89 ]                   |
| Julius III. (1550–1555)   | Fulvio Giulio della Corgna                                  | 20. November 1551                              | Neffe mütterlicherseits                                                                                  | [ 95 ]                   |
| Julius III. (1550–1555)   | Roberto de Nobili                                           | 22. Dezember 1553                              | Großneffe                                                                                                | [ 89 ]                   |
| Julius III. (1550–1555)   | Girolamo Simoncelli                                         | 22. Dezember 1553                              | Großneffe                                                                                                | [ 89 ]                   |
| Paul IV. (1555–1559)      | Carlo Carafa                                                | 7. Juni 1555                                   | Unbekannt                                                                                                | [ 96 ]                   |
| Paul IV. (1555–1559)      | Diomede Carafa                                              | 20. Dezember 1555                              | Verwandt                                                                                                 | [ 89 ]                   |
| Paul IV. (1555–1559)      | Alfonso Carafa                                              | 15. März 1557                                  | Großneffe                                                                                                | [ 97 ]                   |
| Pius IV. (1559–1565)      | Giovanni Antonio Serbelloni                                 | 31. Januar 1560                                | Cousin von Charles Borromeo                                                                              | [ 98 ]                   |
| Pius IV. (1559–1565)      | Karl Borromäus                                              | 31. Januar 1560                                | Neffe | [ 89 ] [ 99 ]            |
| Pius IV. (1559–1565)      | Markus Sittikus von Hohenems (oder Marco Sittico d’Altemps) | 26. Februar 1561                               | Neffe | [ 89 ] [ 100 ]           |
| Pius IV. (1559–1565)      | Alfonso Gesualdo                                            | 26. Februar 1561                               | Schwager von Karl Borromäus                                                                              | [ 101 ]                  |
| Pius IV. (1559–1565)      | Gianfrancesco Gambara                                       | 26. Februar 1561                               | Stiefbruder von Karl Borromäus                                                                           | [ 101 ]                  |
| Pius IV. (1559–1565)      | Francesco Alciati                                           | 12. März 1565                                  | Verwandt                                                                                                 | [ 102 ]                  |
| Pius IV. (1559–1565)      | Guido Luca Ferrero                                          | 12. März 1565                                  | Cousin von Karl Borromäus                                                                                | [ 102 ]                  |
| Pius IV. (1559–1565)      | Gianfrancesco Commendone                                    | 12. März 1565                                  | Verwandt                                                                                                 | [ 102 ]                  |
| Pius V. (1566–1572)       | Michele Bonelli†                                            | 6. März 1566                                   | Großneffe                                                                                                | [ 103 ]                  |
| Pius V. (1566–1572)       | Girolamo Rusticucci                                         | 17. Mai 1570                                   | Verwandt                                                                                                 | [ 104 ]                  |
| Gregor XIII. (1572–1585)  | Filippo Boncompagni†                                        | 2. Juni 1572                                   | Unbekannt                                                                                                | [ 105 ]                  |
| Gregor XIII. (1572–1585)  | Filippo Guastavillani                                       | 5. Juli 1574                                   | Unbekannt                                                                                                | [ 89 ]                   |
| Gregor XIII. (1572–1585)  | Francesco Sforza di Santa Fiora                             | 12. Dezember 1583                              | Verwandt durch seine Schwester Costanza, Frau des Papstsohnes                                            | [ 106 ]                  |
| Sixtus V. (1585–1590)     | Alessandro Peretti di Montalto†                             | 13. Mai 1585                                   | Unbekannt                                                                                                | [ 89 ] [ 107 ]           |
| Gregor XIV. (1590–1591)   | Paolo Emilio Sfondrati†                                     | 19. Dezember 1590                              | Unbekannt                                                                                                | [ 108 ]                  |
| Gregor XIV. (1590–1591)   | Flaminio Piatti                                             | 6. März 1591                                   | Verwandt                                                                                                 | [ 109 ]                  |
| Innozenz IX. (1591)       | Giovanni Antonio Facchinetti de Nuce†                       | 18. Dezember 1591                              | Großneffe                                                                                                | [ 89 ]                   |
| Clement VIII. (1592–1605) | Pietro Aldobrandini†                                        | 17. September 1593                             | Neffe | [ 110 ]                  |
| Clement VIII. (1592–1605) | Cinzio Passeri Aldobrandini†                                | 17. September 1593                             | Neffe | [ 111 ]                  |
| Clement VIII. (1592–1605) | Silvestro Aldobrandini                                      | 17. September 1603                             | Großneffe                                                                                                | [ 89 ]                   |
| Clement VIII. (1592–1605) | Giovanni Battista Deti                                      | 3. März 1599                                   | Verwandt                                                                                                 | [ 112 ]                  |
| Clement VIII. (1592–1605) | Bonifazio Bevilacqua Aldobrandini                           | 3. März 1599                                   | Adopotiert als Kardinal am 3. April 1601                                                                 | [ 112 ]                  |

## 17. Jahrhundert

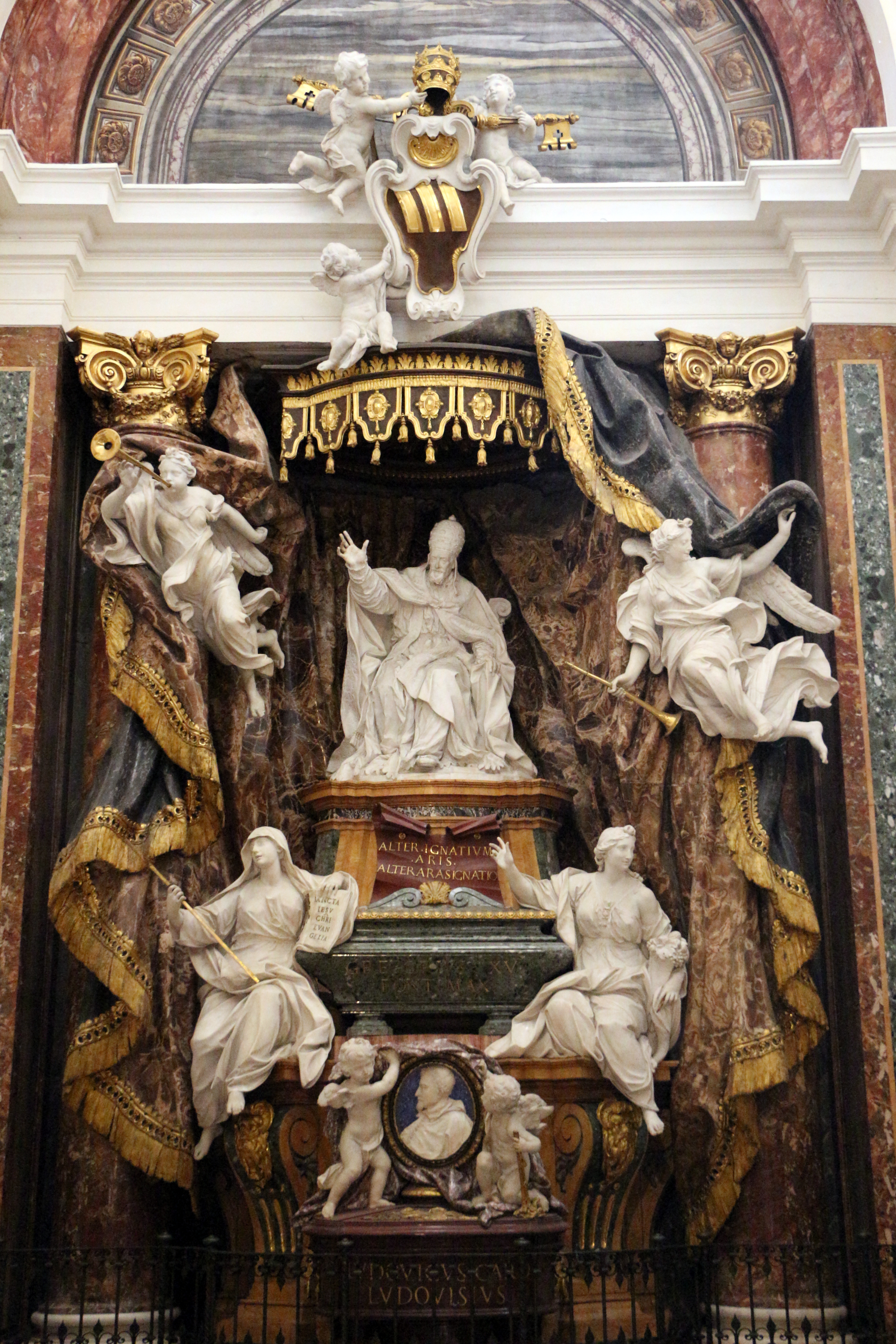
Das Grab von Papst Gregor XV. und seines Kardinalnepot Ludovico Ludovisi

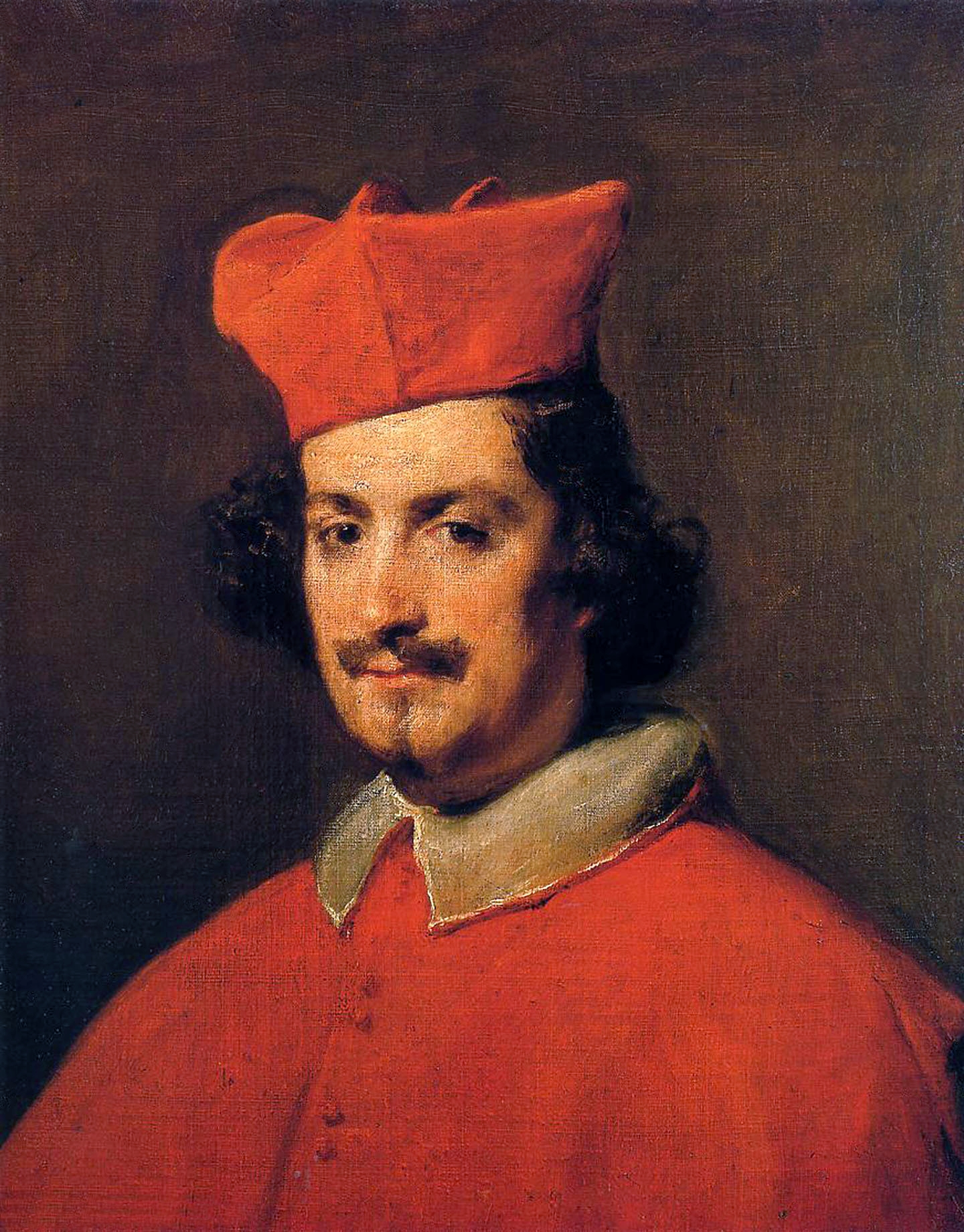
Camillo Astalli-Pamphili, gemalt von Velasquez

| Erhebender Papst            | Kardinalnepot                            | Datum der Kreierung                       | Beziehung                                             | Anmerkung                                            |
| --------------------------- | ---------------------------------------- | ----------------------------------------- | ----------------------------------------------------- | ---------------------------------------------------- |
| Paul V. (1605–1621)         | Scipione Caffarelli Borghese†            | 18. Juli 1605                             | Neffe                                                 | [ 113 ]                                              |
| Paul V. (1605–1621)         | Giovanni Battista Leni                   | 24. November 1608                         | Entfernt verwandt                                     | [ 114 ]                                              |
| Paul V. (1605–1621)         | Tiberio Muti                             | 2. Dezember 1615                          | Unbekannt                                             | [ 115 ]                                              |
| Gregor XV. (1621–1623)      | Ludovico Ludovisi†                       | 15. Februar 1621                          | Neffe                                                 | [ 113 ]                                              |
| Gregor XV. (1621–1623)      | Marcantonio Gozzadini                    | 21. Juli 1621                             | Cousin                                                | [ 113 ]                                              |
| Urban VIII. (1623–1644)     | Francesco Barberini†                     | 2. Oktober 1623                           | Neffe                                                 | [ 113 ]                                              |
| Urban VIII. (1623–1644)     | Lorenzo Magalotti                        | 7. Oktober 1624                           | Schwager von Bruder                                   | [ 113 ]                                              |
| Urban VIII. (1623–1644)     | Antonio Marcello Barberini               | 7. Oktober 1624                           | Bruder                                                | [ 113 ]                                              |
| Urban VIII. (1623–1644)     | Antonio Barberini                        | 30. August 1627                           | Neffe                                                 | [ 113 ]                                              |
| Urban VIII. (1623–1644)     | Francesco Maria Machiavelli              | 6. Dezember 1641                          | Verwandt                                              | [ 116 ]                                              |
| Innozenz X. (1644–1655)     | Camillo Francesco Maria Pamphili†        | 14. November 1644                         | Sohn von Innozenz X.’s Schwägerin Olimpia Maidalchini | Zurückgetreten am 21. Januar 1647                    |
| Innozenz X. (1644–1655)     | Francesco Maidalchini†                   | 7. Oktober 1647                           | Neffe von Olimpia Maidalchini                         | [ 117 ]                                              |
| Innozenz X. (1644–1655)     | Camillo Astalli†                         | 19. September 1650                        | Cousin von Olimpia Maidalchini                        | Im Februar 1654 wurde ihm der Titel nipote entzogen. |
| Alexander VII. (1655–1667)  | Flavio Chigi†                            | 9. April 1657                             | Neffe                                                 | [ 113 ]                                              |
| Alexander VII. (1655–1667)  | Antonio Bichi                            | 9. April 1657                             | Unbekannt                                             |                                                      |
| Clemens IX. (1667–1669)     | Giacomo Rospigliosi†                     | 12. Dezember 1667                         | Neffe                                                 | [ 113 ]                                              |
| Clemens X. (1670–1676)      | Paluzzo Paluzzi Altieri degli Albertoni† | 24. Januar 1664 (von Papst Alexander VII) | Adoptiert als er Kardinal war                         | [ 119 ] [ 120 ]                                      |
| Clemens X. (1670–1676)      | Vincenzo Maria Orsini                    | 22. Februar 1672                          | Verwandt                                              | Später Papst Benedikt XIII.                          |
| Innozenz XI. (1676–1689)    | Carlo Stefano Anastasio Ciceri           | 2. September 1686                         | Entfernt verwandt                                     | [ 122 ]                                              |
| Alexander VIII. (1689–1691) | Pietro Ottoboni†                         | 7. November 1689                          | Großneffe                                             | [ 123 ]                                              |
| Alexander VIII. (1689–1691) | Giovanni Battista Rubini                 | 13. Februar 1690                          | Unbekannt                                             | [ 113 ]                                              |

## 18. Jahrhundert

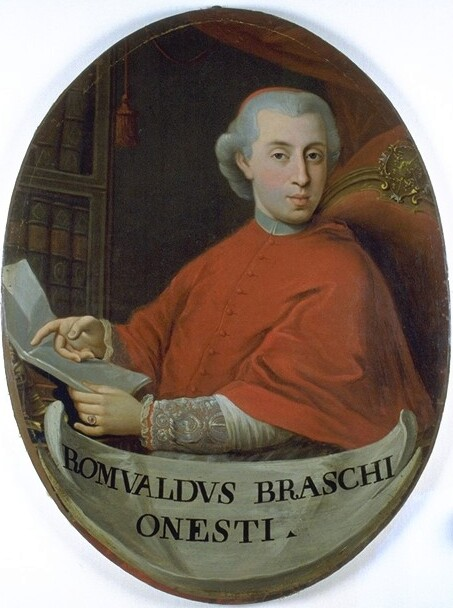
Romoaldo Braschi-Onesti

| Erhebenter Papst           | Kardinalnepot               | Datum der Kreierung | Beziehung                                           | Anmerkung              |
| -------------------------- | --------------------------- | ------------------- | --------------------------------------------------- | ---------------------- |
| Clemens XI. (1700–1721)    | Annibale Albani             | 23. Dezember 1711   | Unbekannt                                           | [ 124 ]                |
| Clemens XI. (1700–1721)    | Fabio Olivieri              | 6. Mai 1715         | Cousin                                              | [ 125 ]                |
| Innozenz XIII. (1721–1724) | Bernardo Maria Conti        | 16. Juni 1721       | Brother                                             | [ 126 ]                |
| Clemens XII. (1730–1740)   | Neri Maria Corsini          | 14. August 1730     | Neffe                                               | [ 127 ]                |
| Clemens XII. (1730–1740)   | Giovanni Antonio Guadagni   | 24. September 1731  | Neffe mütterlicherseits, Sohn von Maddalena Corsini | [ 128 ]                |
| Clemens XIII. (1758–1769)  | Carlo Rezzonico der Jüngere | 11. September 1758  | Neffe                                               | [ 130 ]                |
| Pius VI. (1775–1799)       | Giovanni Carlo Bandi        | 29. Mai 1775        | Onkel                                               | [ 127 ]                |
| Pius VI. (1775–1799)       | Barnaba Chiaramonti         | 14. Februar 1785    | Verwandt mütterlicherseits                          | Später Papst Pius VII. |
| Pius VI. (1775–1799)       | Romualdo Braschi-Onesti     | 18. Dezember 1786   | Neffe                                               | [ 132 ]                |

## 19. Jahrhundert

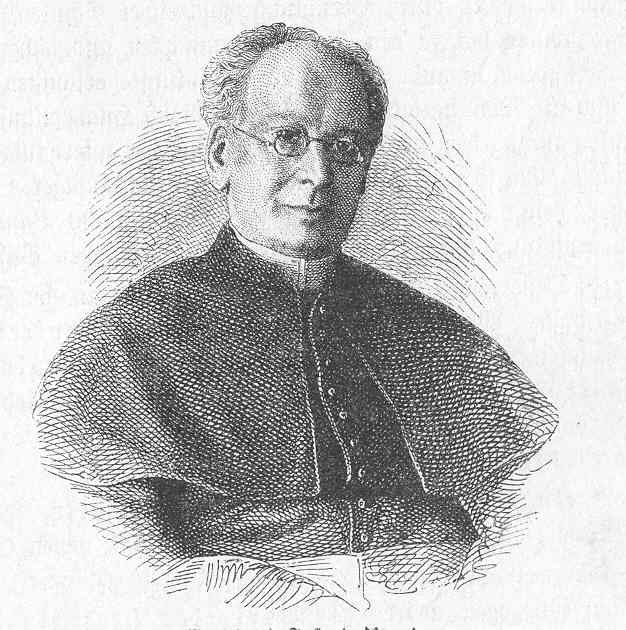
Giuseppe Pecci

| Erhebender Papst      | Kardinalnepot  | Datum der Kreierung | Beziehung | Anmerkung |
| --------------------- | -------------- | ------------------- | --------- | --------- |
| Leo XIII. (1878–1903) | Giuseppe Pecci | 12. Mai 1879        | Bruder    | [ 133 ]   |

## Kardinalnepoten von Gegenpäpsten
Viele Gegenpäpste kreierten Kardinäle, sogenannte Pseudo-Kardinäle. Einige wenige kreierten Kardinalneffen, sogenannte Pseudo-Kardinalnepoten.
| Quasi-Kardinal             | Neffe von                  | Erhöht            | Hinweise |
| -------------------------- | -------------------------- | ----------------- | --- |
| Giacomo Alberti            | Gegenpapst Nikolaus V.     | 15. Mai 1328      | Exkommuniziert von Papst Johannes XXII. |
| Amedeo Saluzzo             | Gegenpapst Clemens VII.    | 23. Dezember 1383 | Verließ Gegenpapst Benedikt XIII., nachdem er am 21. Oktober 1408 von diesem abgesetzt worden war; nahm am Konzil von Pisa, der Wahl von Papst Alexander V. (der heute als Gegenpapst gilt) und dem Konzil von Konstanz, das Papst Martin V. wählte, teil. |
| Thomas Brancaccio          | Gegenpapst Johannes XXIII. | 6. Juni 1411      | Teilnahme am Konzil von Konstanz, das Papst Martin V. wählte. |
| Gil Sánchez Muñoz el joven | Gegenpapst Clemens VIII.   | 26. Juli 1429     | Nach der Abdankung seines Onkels unterwarf er sich Papst Martin V. |